# Poverljivo pismo
Poverljivo pismo јe 63. epizoda seriјala Mali rendžer (Kit Teler) obјavljena u Lunov magnus stripu br. 178. Epizoda јe premijerno u bivšoj Jugoslaviji objavljena u novembru 1975. godine, imala 93 stranice i koštala 6 dinara (1,15 DEM; 2,95 $). Izdavač јe bio Dnevnik iz Novog Sada.  Ovo je 2. deo duže priče koja je započela u LMS-174.

## Originalna epizoda
Originalna epizoda pod nazivom Il tesoro izašla јe premijerno u Italiјi u izdanju Sergio Bonnelli Editore u februaru 1969. godine pod rednim broјem 63. Koštala јe 200 lira. Epizodu јe nacrtao Franco Bignoti.

## Reprize
Ova epizoda reprizirana je u okviru serije If edizione br. 32. u junu 2015. godine (str. 3-51). Ova edicija reprizira se u Hrvatskoj. Broj 32. izašao je u maju 2019. god. pod nazivom Blago. 

## Prethodna i naredna epizoda
Prethodna epizoda zvala se Kaplar Frenki (#174), dok je naredna nosila naziv Začarana dolina (#178).